# Orquestra Estatal de Berlín

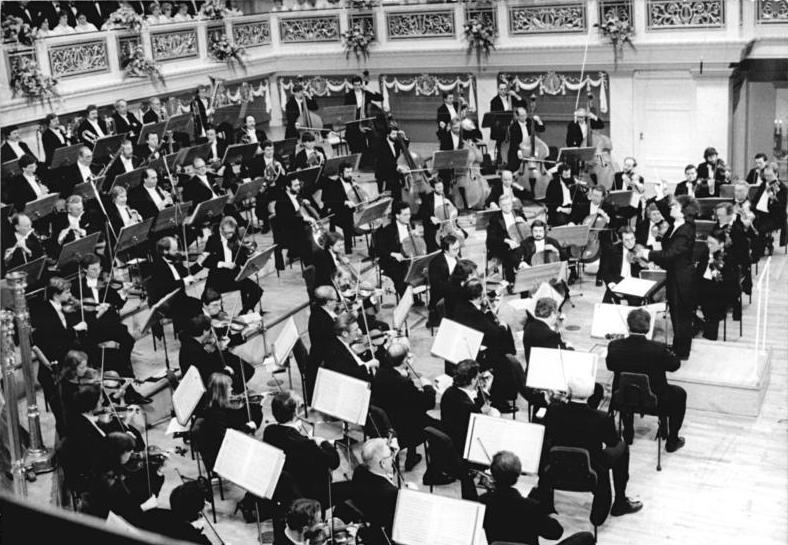
L'orquestra tocant per a Any Nou el 1987, en commemoració del 750è aniversari de la ciutat de Berlín

L'Orquestra Estatal de Berlín (en alemany Staatskapelle Berlin) és l'orquestra de l'Òpera Estatal de Berlín (Berliner Staatsoper Unter den Linden). Des de 1991 el seu director titular és Daniel Barenboim.

## Història
Els antecedents històrics de la Staatskapelle venen de molt lluny. L'any 1570 s'esmenta per primera vegada la Kurfürstliche Hofkapelle (Capella de la cort de l'Electorat), i seria la primera pedra de l'orquestra actual. Amb el nomenament de l'Elector de Brandenburg com el rei de Prússia l'orquestra era rebatejava el 1701 com a Königliche Kapelle (Capella Real) i estava formada per uns 30 músics.
Sota el regnat de Frederic Guillem I (1713-1740), interessat només en els militars i la caça, l'orquestra quedà reduïda als membres del vent metall. Però amb l'arribada al tron del seu fill, Frederic el Gran, amant de la música i músic, va fer de la seva cort a Berlín un gran centre musical, i la Kapelle es convertí en una part important de vida de la cort; les seves funcions eren complaure al rei i proporcionar música en determinades cerimònies. Però l'11 de març del 1783, sota la direcció de Johann Friedrich Reichardt, oferí el seu primer "Concert espiritual" públic, i així s'inicià la transició cap a una orquestra simfònica moderna.
Després de la Primera Guerra Mundial, amb l'enderrocament de la monarquia, la Königliche Kapelle es rebatejava com la Kapelle der Staatsoper (Capella de l'Òpera Estatal). Durant els anys 20 la tasca operística de l'orquestra s'incrementà amb la fundació l'Òpera Estatal, ubicada en un modern teatre d'òpera conegut popularment com la Kroll Opera. En l'època de Hitler l'orquestra s'anomenava simplement Die Staatskapelle (1934); posteriorment canvià a Staatskapelle Prussian (1944) i finalment a Staatskapelle Berlin (1945).
Un cop acabada la guerra, sota el control de les potències occidentals es convertí en la Radio Orchestra. Un poc més tard, el 1949, a partir de la creació de la República Democràtica d'Alemanya, es convertiria en la Berlin Symphony Orchestra.

## Directors
En el segle xix va ser dirigida per músics de la talla de Felix Mendelssohn o Giacomo Meyerbeer. Les obres de Richard Wagner, que dirigí les estrenes a Berlín de Der fliegende Holländer, el 1844, i Tristany i Isolda, el 1876, constitueixen fins avui un dels pilars del repertori de la Staatsoper i de la Staatskapelle Berlin.
La sèrie de directors titulars s'inicia amb Joseph Weingartner que la dirigiria entre 1892 i 1907. El succeí Richard Strauss que la dirigí des de 1908 fins al 1920. Wilhelm Furtwängler, Erich Kleiber, i Bruno Walter en van ser els directors fins a l'arribada de Herbert von Karajan que la conduí entre 1940 i 1944.
Entre 1948 i 1952, Joseph Keilberth assumí la direcció. Franz Konwitschny el succeí fins a l'arribada d'Otmar Suitner que la dirigí entre 1964 i 1990. El 1991 passaria a ser-ne director l'actual titular, Daniel Barenboim.

## Directors titulars
| - 1759-1775 Johann Friedrich Agricola - 1775-1794 Johann Friedrich Reichardt (Hofkapellmeister) - 1816-1820 Bernhard Anselm Weber - 1820-1841 Gaspare Spontini - 1842-1846 Giacomo Meyerbeer - 1848-1849 Otto Nicolai - 1871-1887 Robert Radecke (Hofkapellmeister) - 1888-1899 Joseph Sucher - 1899-1913 Richard Strauss | - 1913-1920 Leo Blech (Hofkapellmeister) - 1923-1934 Erich Kleiber - 1935-1936 Clemens Krauss - 1941-1945 Herbert von Karajan - 1948-1951 Joseph Keilberth - 1954-1955 Erich Kleiber - 1955-1962 Franz Konwitschny - 1964-1990 Otmar Suitner - 1992-present Daniel Barenboim |

## Enregistraments i premis
El 2000, va ser elegida com l'"Orquestra de l'Any" i, el 2003 va rebre el premi Furtwängler. El 2004 i el 2005, va ser novament escollida com l'"Orquestra de l'Any".
La seva producció discogràfica, àmplia i en continu creixement, documenta la feina de l'Orquestra. El seu enregistrament de les simfonies de Beethoven, el 2002, va obtenir el Grand Prix du Disque, i la de Tannhäuser, el 2003, un premi Grammy. El juliol de 2017, fou la primera orquestra no britànica en tocar dos simfonies completes d'Edward Elgar a The Proms en una mateixa temporada.